# Reel (langue)
Pour les articles homonymes, voir Reel (homonymie).
Le reel est une langue nuer-dinka du Soudan du Sud.

## Écriture
| a | ä | b | c | d | dh | e | ë  | ɛ  | ɛ̈  | g |
| ɣ | i | ï | j | k | l  | m | n  | nh | ny | ŋ |
| o | ö | ɔ | ɔ̈ | p | r  | t | th | u  | w  | y |